# Hieraciinae
Hieraciinae Cass. ex Dumort., 1827 è una sottotribù di piante angiosperme dicotiledoni della famiglia delle Asteraceae.

## Etimologia
Il nome della sottotribù deriva da un suo genere (Hieracium L.) il cui nome è formato dalla parola greca hierax o hierakion (= sparviere, falco). Il nome del genere è stato dato dal botanico francese Joseph Pitton de Tournefort (1656 - 1708) rifacendosi probabilmente ad alcuni scritti del naturalista romano Gaio Plinio Secondo (23 - 79) nei quali, secondo la tradizione, i rapaci si servivano di questa pianta per irrobustire la loro vista.

Il nome scientifico è stato definito scientificamente dai botanici Barthélemy Charles Joseph Dumortier (Tournai, 3 aprile 1797 – 9 giugno 1878), botanico, naturalista e politico belga e Alexandre Henri Gabriel de Cassini (1781 – 1832), botanico e naturalista francese, nella pubblicazione "Florula belgica, opera majoris prodromus. - 62.1827" del 1827.

## Descrizione

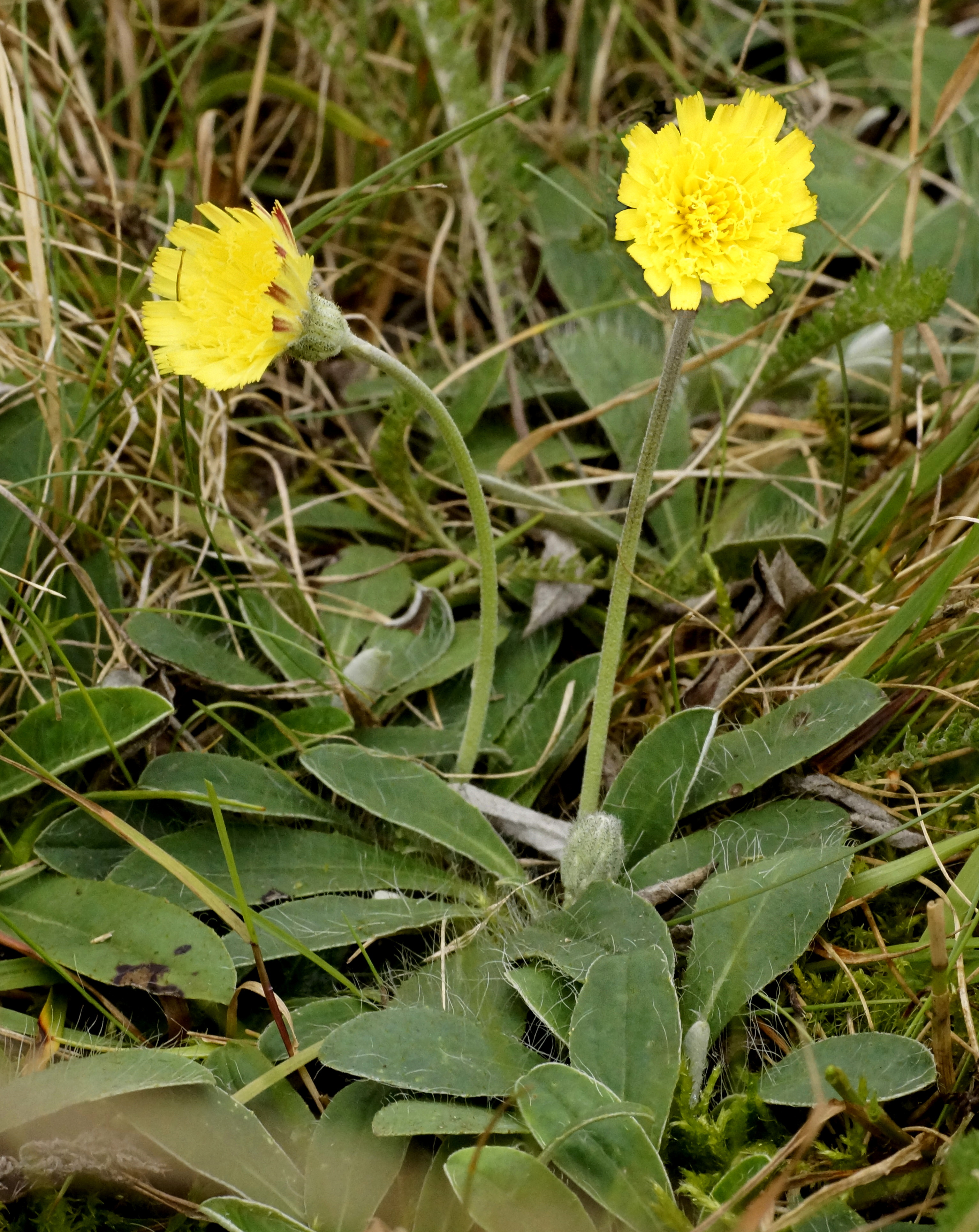
Il portamento
Pilosella officinarum

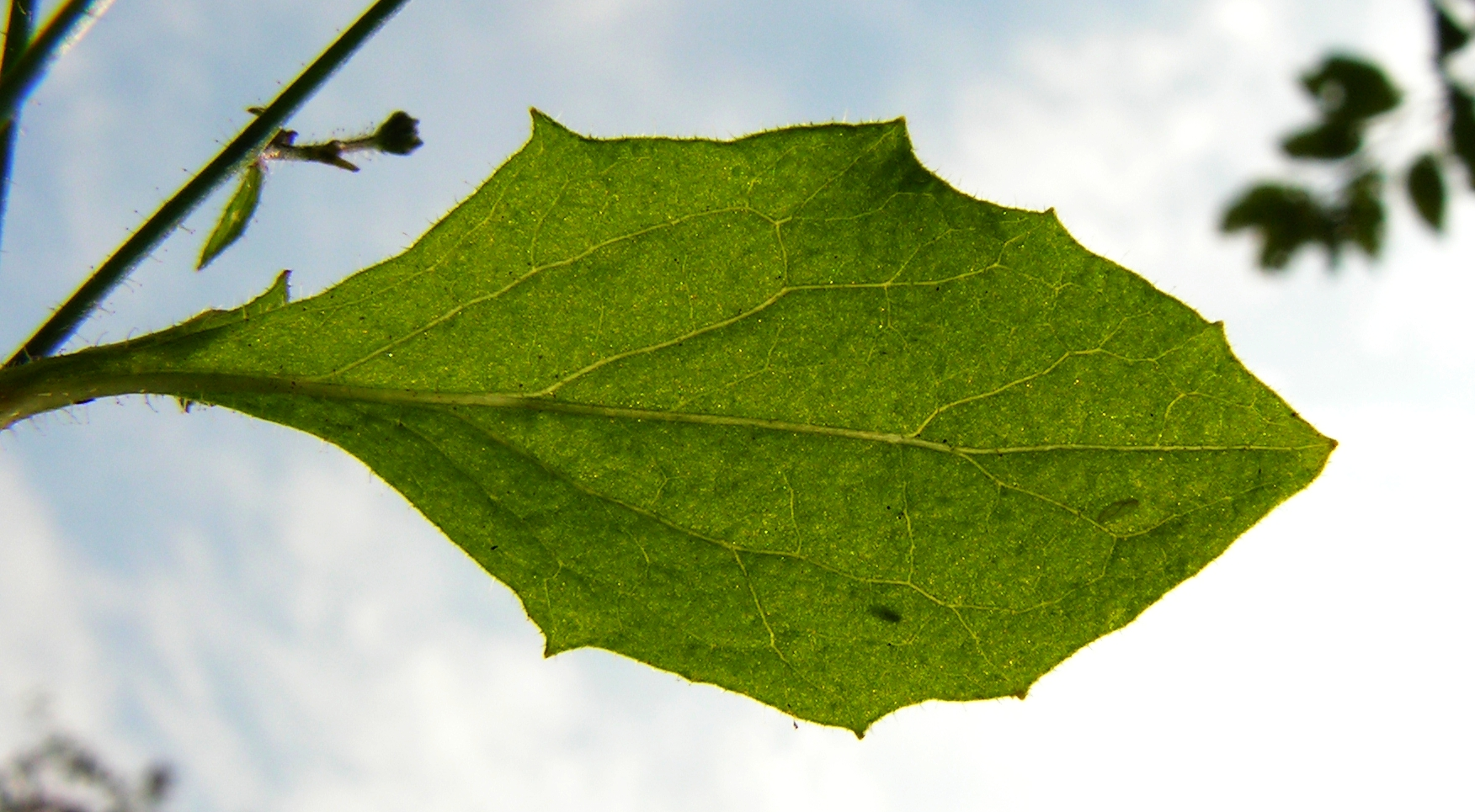
Le foglie
Hieracium lachenalii

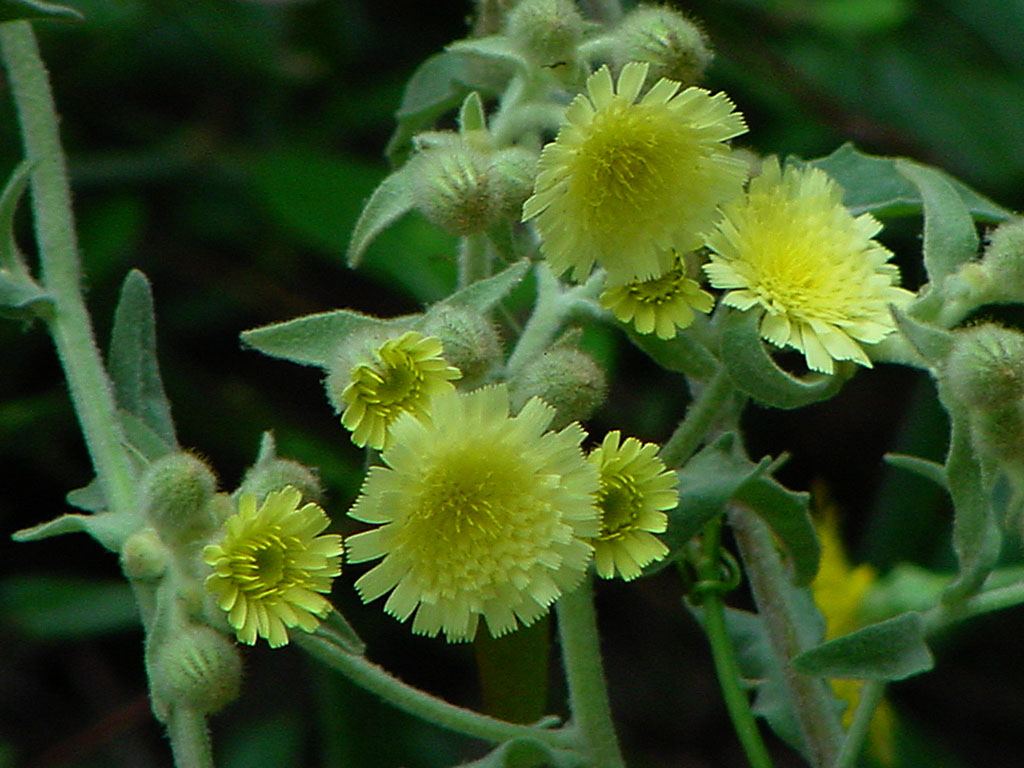
Infiorescenza
Andryala integrifolia

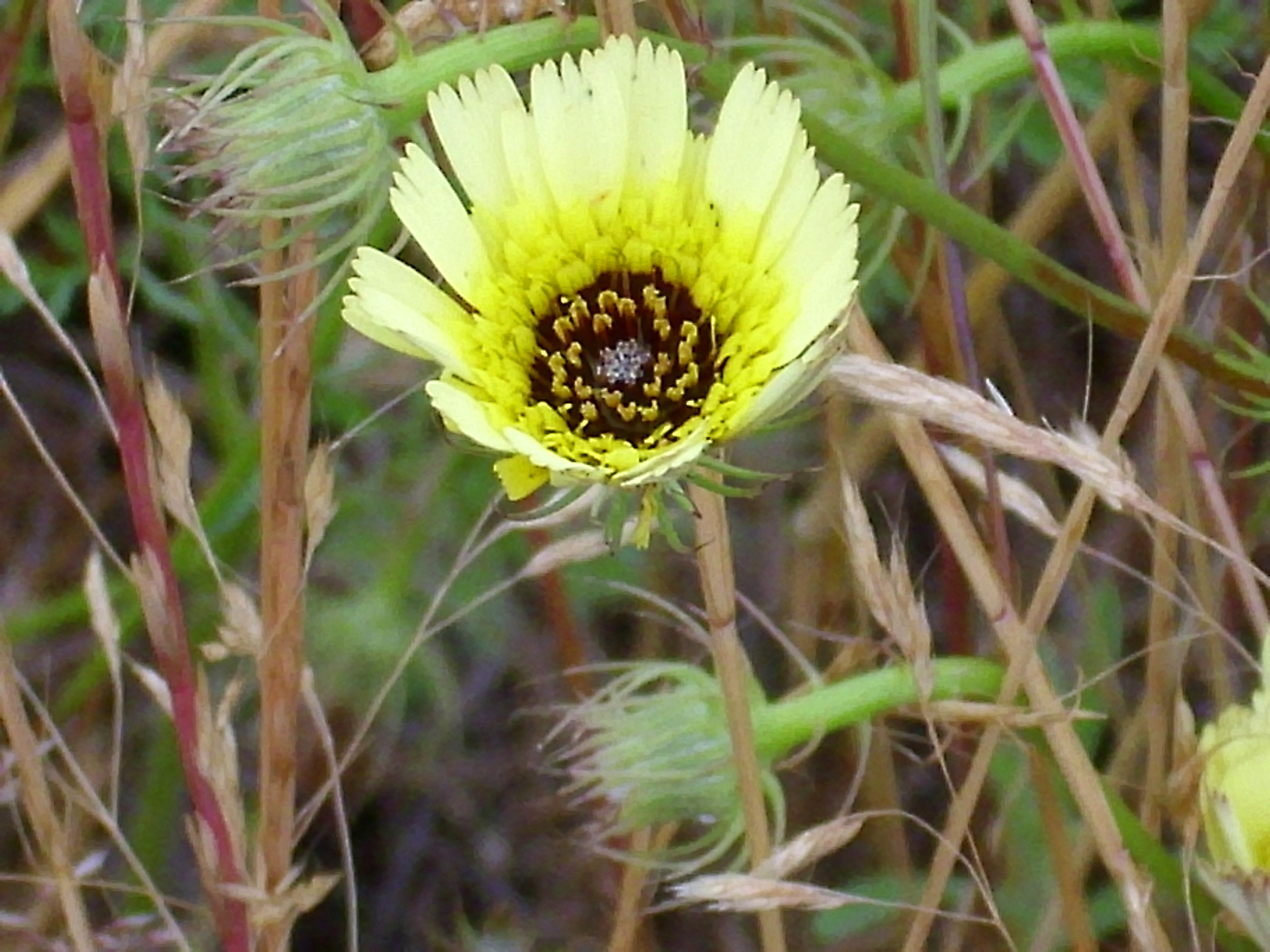
I fiori
Hispidella hispanica

Habitus. Nelle Hieraciinae sono presenti sia specie erbacee annuali che perenni con latice, e con stoloni o senza (in Andryala). Alcune specie sono densamente pelose (Pilosella).
Fusto. I fusti, in genere eretti e ascendenti, sono di solito solitari e mediamente ramificati o afilli. Le radici in genere sono di tipo fittonante.
Foglie. Sono presenti sia foglie delle rosette basali che cauline con disposizione alterna. Le lamine sono intere, dentate oppure (raramente) suddivise. Non sono mai con nervature parallele. La superficie può essere ricoperta da peli semplici o ramificati.
Infiorescenza. L'infiorescenza è composta da uno o più capolini terminali. I capolini, solamente di tipo ligulifloro, sono formati da un involucro composto da diverse brattee (o squame) all'interno delle quali un ricettacolo fa da base ai fiori ligulati. L'involucro ha una forma più o meno cilindrica ed è formato da diverse serie di brattee. Il ricettacolo, alla base dei fiori, può essere cigliato, oppure può essere nudo (senza pagliette); nel genere Andryala è cigliato con lunghi peli.
Fiori. I fiori, tutti ligulati, sono tetra-ciclici (ossia sono presenti 4 verticilli: calice – corolla – androceo – gineceo) e pentameri (ogni verticillo ha in genere 5 elementi). I fiori sono ermafroditi, fertili e zigomorfi.
- Formula fiorale:

*/x K {\displaystyle \infty }, [C (5), A (5)], G 2 (infero), achenio
- Calice: i sepali del calice sono ridotti ad una coroncina di squame.
- Corolla: le corolle sono formate da un tubo e da una ligula terminante con 5 denti; il colore è giallo, aranciato o con striature rosse.
- Androceo: gli stami sono 5 con filamenti liberi e distinti, mentre le antere sono saldate in un manicotto (o tubo) circondante lo stilo.[14] Le antere sono codate e allungate con una appendice apicale; i filamenti sono lisci. Il polline è tricolporato.[15]
- Gineceo: lo stilo è filiforme. Gli stigmi dello stilo sono due divergenti e ricurvi con la superficie stigmatica posizionata internamente (vicino alla base).[16] L'ovario è infero uniloculare formato da 2 carpelli.

Frutti. I frutti sono degli acheni con pappo. Gli acheni hanno una forma da oblunga a obovoide-obconica con apice troncato e privi di becco (non sono compressi); in alcuni casi gli acheni sono provvisti di coste 10 longitudinali. Il pappo si compone di peli semplici grigiastri, scabri o barbati (non piumosi). Raramente il pappo è assente (Hispidella).

## Biologia
- Impollinazione: l'impollinazione avviene tramite insetti (impollinazione entomogama tramite farfalle diurne e notturne).
- Riproduzione: la fecondazione avviene fondamentalmente tramite l'impollinazione dei fiori (vedi sopra).
- Dispersione: i semi (gli acheni) cadendo a terra sono successivamente dispersi soprattutto da insetti tipo formiche (disseminazione mirmecoria). In questo tipo di piante avviene anche un altro tipo di dispersione: zoocoria. Infatti gli uncini delle brattee dell'involucro (se presenti) si agganciano ai peli degli animali di passaggio disperdendo così anche su lunghe distanze i semi della pianta.

## Distribuzione e habitat
Le specie di questa sottotribù sono presenti in Eurasia, Africa del Nord e Sudamerica.

## Tassonomia
La famiglia di appartenenza di questa voce (Asteraceae o Compositae, nomen conservandum) probabilmente originaria del Sud America, è la più numerosa del mondo vegetale, comprende oltre 23.000 specie distribuite su 1.535 generi, oppure 22.750 specie e 1.530 generi secondo altre fonti (una delle checklist più aggiornata elenca fino a 1.679 generi). La famiglia attualmente (2021) è divisa in 16 sottofamiglie.

### Filogenesi

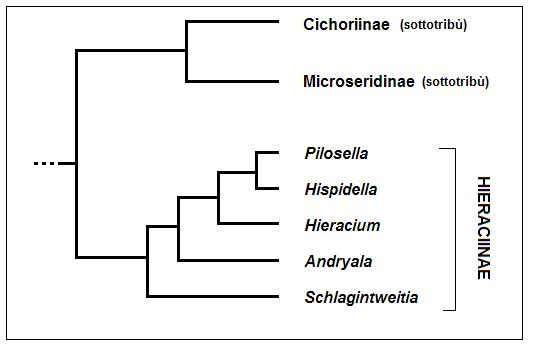
Cladogramma della sottotribù

Nel gruppo delle Chicorieae (tribù) la sottotribù delle Hieraciinae insieme alle Cichoriinae e Microseridinae (altre due sottotribù) formano un clade monofiletico ben definito. Analogamente anche le Hieraciinae, supportate dagli ultimi studi filogenetici, risultano monofiletiche. Per ottenere questo risultato è stato necessario però escludere (dalle classificazioni precedenti) alcuni taxa come Tolpis, Cichorium e Hololeion ora inclusi in altre sottotribù (in parte Cichoriinae e in parte Crepidinae). Soprattutto il genere Hololeion con numero cromosomico 2n=16 risultava anomalo rispetto al resto del gruppo con numero cromosomico 2n=18 (ora caratteristico di tutta la sottotribù).

La costruzione delle relazioni tra i vari generi, all'interno della sottotribù, non è facile a causa dell'alta frequenza di ibridazioni intrageneriche con produzione di individui ibridi fertili (specialmente tra Hieracium e Schlagintweitia); frequenti sono anche fenomeni di introgressione nei generi Andryala e Pilosella. Inoltre i due generi più corposi (Hieracium e Pilosella) devono ancora essere esaminati a fondo (il problema è aumentato anche dal fatto che ci sono diverse scuole di pensiero riguardo ai principi di base della classificazione e sulla definizione di specie), quindi si devono attendere ancora ulteriori sviluppi. Il cladogramma a lato descrive la struttura della sottotribù secondo uno degli ultimi studi su questo gruppo.
I seguenti caratteri sono distintivi per la sottotribù:
- queste piante sono spesso ricoperte da piccoli, soffici peli ramificati;
- gli acheni hanno delle forme obovoidi-coniche non compresse;
- il becco degli acheni è assente;
- il pappo è formato da setole fragili.

Il numero cromosomico delle specie del gruppo è: 2n = 18, 27, 36, 45, 54, 63, 72, 81 e 90 (specie diploidi, triploidi, tetraploidi, pentaploidi, hexaploidi... decaploidi).

### Composizione della sottotribù
La sottotribù comprende 5 generi e 4200 specie.

| Genere                           | N. specie                                              | Distribuzione | Caratteri pù significativi | Numeri cromosomici                       | Fiori |
| -------------------------------- | ------------------------------------------------------ | --- | --- | ---------------------------------------- | ----- |
| Andryala L., 1753                | 20                                                     | Le specie di questo genere sono distribuite quasi unicamente nell'areale mediterraneo (Europa, Anatolia, Asia mediterranea e Africa settentrionale) e prediligono habitat tipo incolti, pascoli aridi, rupi e macereti. | Il portamento di queste piante è erbaceo con cicli biologici annuali o perenni. - Le brattee dell'involucro sono disposte su una sola serie. - I peduncoli non si gonfiano all'antesi. - Le piante sono prive di stoloni. - Il ricettacolo è provvisto di fossette ed è cigliato con lunghi peli o squame (o setole). - Il pappo è ben sviluppato. | 2n = 18 (specie diploide)                |       |
| Hieracium L., 1753               | 3925                                                   | Le specie di questo genere hanno una distribuzione cosmopolita (con una certa preferenza per l'Eurasia e il Nordamerica). In molte zone (specialmente in America settentrionale) le specie di Hieracium sono considerate specie invasive. Nelle altre aree del globo sono presenti in Sud America (lungo le due coste) e in Africa mediterranea Nord-Occidentale. L'habitat preferito è quello temperato a quote medie e alte. Delle circa 250 specie spontanee della flora italiana buona parte vivono sull'arco alpino. La tabella seguente mette in evidenza i dati relativi all'habitat, al substrato e alla distribuzione delle principali specie o gruppi alpini. | Le piante non sono tutte vischiose.- I fusti e le foglie hanno peli semplici o ghiandolari. - I capolini sono numerosi.- Il colore dei fiori in genere è giallo carico. - I rami dello stilo sono lunghi. - Le coste dell'achenio confluiscono in un anello. - Il pappo è formato da due serie di setole.                                          | 2n = 18, 27 e 36                         |       |
| Hispidella Barnadez ex Lam, 1789 | Una specie: Hispidella hispanica Barnadez ex Lam, 1789 | Questa specie si trova solamente nella penisola Iberica. Si tratta di un endemismo delle parti centrali e occidentali della penisola | Il peduncolo alla fruttificazione si gonfia. - Il pappo è assente. | 2n = 18                                  |       |
| Pilosella Vaill., 1754           | 251                                                    | Le specie di questo genere hanno una distribuzione cosmopolita (con una certa preferenza per l'Eurasia e il Nordamerica). L'habitat preferito è quello temperato a quote medie e alte. Delle circa 100 specie spontanee della flora italiana buona parte vivono sull'arco alpino. La tabella seguente mette in evidenza i dati relativi all'habitat, al substrato e alla distribuzione delle principali specie o gruppi alpini. | Tutta la piante è densamente pelosa. - Gli acheni hanno 10 coste longitudinali. | 2n = 18, 27, 36, 45, 54, 63, 72, 81 e 90 |       |
| Schlagintweitia Griseb., 1853    | 3                                                      | Le specie di questo gruppo in Italia hanno una distribuzione unicamente alpina con habitat su pascoli alpini. | Il portamento spesso è pseudorosulato. - I capolini sono 1 - molti. - Le antere sono acute alla base. - Il pappo è formato da due serie di setole (le interne sono più lunghe). | 2n = 18                                  |       |

### Flora spontanea italiana
Nella flora spontanea italiana, di questa sottotribù, sono presenti i seguenti generi:
Andryala.
- Andryala integrifolia L. - Lanutella comune.
- Andryala tenuifolia (Tineo) DC. - Lanutella dalle foglie tenui.
- Andryala dentata Sm. - Lanutella dentata.
- Andryala cossyrensis Guss. - Lanutella di Pantelleria.

Hieracium.
Sono presenti oltre 250 specie suddivise in 44 sezioni.
Pilosella.
Sono presenti circa 100 specie suddivise in 8 sezioni.
Schlagintweitia.
- Schlagintweitia huteri (Hausm. ex Bamb.) Gottschl. & Greuter - Sparviere vischioso.
- Schlagintweitia intybacea Griseb. - Sparviere di Huter.